# Římskokatolická farnost u kostela sv. Jakuba Staršího Příbram
Římskokatolická farnost u kostela sv. Jakuba Staršího Příbram je jedno z územních společenství římských katolíků v příbramském vikariátu s farním kostelem sv. Jakuba Staršího.

## Historie farnosti
Starší názvy místa: Pržíbram, Příbram, Příbramium. Roku 1298 založena plebánie, po reformaci obnoveno děkanství, od 1. července 1994 farnost. Matriky jsou zde vedeny od roku 1641. 

## Kostely farnosti
| Kostel                     | Místo          | Bohoslužba                                        |
| -------------------------- | -------------- | ------------------------------------------------- |
| sv. Lukáše                 | Suchodol       | čt 08.00 ne 11.45                                 |
| sv. Jakuba Staršího        | Příbram I      | st pá 08.00 ne 9.00 út 18.00                      |
| sv. Kříže                  | Příbram I      |                                                   |
| Nejsvětější Trojice        | Trhové Dušníky |                                                   |
| Narození Panny Marie       | Dubenec        |                                                   |
| Svatých Andělů strážných   | Dubno          |                                                   |
| sv. Kateřiny Alexandrijské | Višňová        | so 17.00 v zimním období so 18.00 v letním období |
| sv. Václava                | Drásov         |                                                   |
| Panny Marie                | Ouběnice       |                                                   |

## Osoby ve farnosti
Jindřich Krink, farář